# 女性主義立場論
女性主義立場論（英語：Feminist Standpoint Theory），或譯作「立足點論」，是強調從妇女或特定妇女群体的立场来实践的理論，涉及女性主義科學哲學、女性主義知識論、女性主義方法論、女性主义社会学及政治實踐，高度批判權力與知識間的關係。女性主義立場論學者，如派翠夏·柯林、史密斯，認為女性立場或立足點更能了解世界的某些方面。女性主義立場論，或基於女性立足點的认识论，主張以女性经历作为科學的新出发点，甚至取代傳統以男性經驗為立場的知識。 

## 起源
不是意识决定生活，而是生活决定意识。——馬克思與恩格斯，《德意志意識形態》
1970年代，史密斯在加州大学伯克利分校任教，当时妇女运动还处于早期阶段。史密斯观察了女性学者的经历，并开始询问这些女性的生活故事。身為馬克思女性主義者，史密斯将注意力转向“妇女社会学”，開創了女性主義立場論（英語：Feminist Standpoint Theory）。女性主義立場論，从女性日常生活的角度以及女性构建世界的方式来看待社会。  1983年，Nancy Hartsock主張女性主義的立场建立在马克思主义的基础上 ，批评父权。由于社会中女性的生活和角色都与男性显着不同，因此，女性拥有不同类型的知识。一如黑格爾的主奴辯證，作为从属群体的地位使女性能够以不同的方式看待和理解世界，即「知識的獨特位置」（英語：the epistemic privilege），能夠挑战具男性偏见的現有传统智慧。 
最初，女性主義立場論關注性别分工中的妇女地位。哈拉维等立场理论家试图将立场视为“情境知识的概念......以对抗立场论中显而易見的相对主义”。 
女性主義立場論，咸認具潜在的激进后果，因其关注权力，更挑战了“基本真理”，尤其是由当权者创造、繼承與强加的霸权现实。

## 建立立場
立场不仅仅是一种仅由女性身份占据的视角。视角是根据個人的社会历史地位的事实而占据的，为其立场的顯现提供出發点；而立场是通过集体政治斗争的经验获得，这种斗争需要科学和政治的支持。 虽然统治者和被统治者都占有不同的观点，但被统治者更能成功地实现佔有某种立场。然而，这并非指，在权力结构和认知生产的影响下，非边缘化视角的個人无法达成共同的批判意识。例如，许多传统科学研究产生的知识是通过男性偏见的世界观来理解的，将女性与自己的现实隔离开来。 只有通过斗争，方能从不公正的社会秩序所造成的表象之下，看見不公正的社会秩序实际上是如何构建和维持的。斗争的必要性强调了一个現實：任何人無法仅通过宣称就能拥有一種女性主义立场。这是成果。故，立场与视角是不同的，任何人只要“睁开眼睛”就可以拥有视角。 

### 註腳
1. 1 2 3 4 5  吳秀瑾.  (PDF). 人文及社會科學集刊: 653-682.   [2023-08-24]. （原始内容存档 (PDF)于2023-08-24）.
2. ↑  Clough, Patricia. . Oxford, UK; Cambridge, Massachusetts: Blackwell. 1994. ISBN 9781557864864.
3. ↑  . www.marxists.org.   [2023-08-24]. （原始内容存档于2022-06-09）.
4. ↑  Macionis, John J.; Gerber, Linda M.  7th Canadian. Toronto: Pearson Prentice Hall. 2011: 12. ISBN 9780138002701.
5. ↑  Lukács, Georg, , Lukács, Rodney (translator)  (编), , London, UK Cambridge, Massachusetts: MIT Press, 1990 [1971], ISBN 9780850361971.
6. ↑  Hartsock, Nancy. . Signs: Journal of Women in Culture and Society. Winter 1997, 22 (2): 367–374. JSTOR 3175277. S2CID 143503819. doi:10.1086/495161.
7. ↑  甯應斌.  (PDF). . 中研院社科所. 1998: 261–296  [2023-08-24]. （原始内容存档 (PDF)于2023-05-12）.
8. ↑  Narayan, Uma, , Jaggar, Susan R.  (编), , New Brunswick, New Jersey: Rutgers University Press: 256–272, 1989, ISBN 9780813513799.
9. ↑  Andermahr, Sonya; Lovell, Terry; Wolkowitz, Carol. . London New York: Arnold. 1997. ISBN 9780340596630.
10. ↑  Hartsock, Nancy, , Harding, Merrill B.  (编),  2nd, Dordrecht Netherlands Boston, Massachusetts London: Kluwer Academic Publishers: 283–310, 2003, ISBN 9781402013195.
11. ↑  Bowell, T. . Internet Encyclopedia of Philosophy.   [2023-08-24]. （原始内容存档于2023-12-23）.
12. ↑  LeSavoy, Barbara; Bergeron, Jamie.  (PDF). Wagadu. Fall 2011, 9: 141–163  [2023-08-24]. （原始内容存档 (PDF)于2022-07-04）.
13. ↑  Harding, S. (1991). Whose Science/ Whose Knowledge? Milton Keynes: Open University Press.

### 延伸閱讀
- Harding, Sandra; Hintikka, Merrill B., , Harding, Sandra; Hintikka, Merrill B.  (编), , New York: Routledge: 1–16, 2004, ISBN 9780415945011.
- Hartsock, Nancy, , Harding, Sandra; Hintikka, Merrill B.  (编), , New York: Routledge: 35–54, 2004, ISBN 9780415945011. Available online （页面存档备份，存于）.
- Hekman, Susan. . Signs: Journal of Women in Culture and Society. Winter 1997, 22 (2): 341–365. JSTOR 3175275. S2CID 13884397. doi:10.1086/495159.
- Steiner, Linda, , Hannan, Jason  (编), , New York: Peter Lang: 261–289, 2014, ISBN 9781433126345.

### 代表人物
- 史密斯
- 派翠夏·柯林（英语：Patricia Hill Collins）
- 艾莉森·贾格（英语：Alison_Jaggar）
- 哈拉维
- Sandra Harding（英语：Sandra Harding）
- Nancy Hartsock（英语：Nancy Hartsock）